# Confissão de Fé Francesa
A Confissão de Fé Francesa ou Confissão de Fé galicana ou Confissão de La Rochelle (1559) é uma confissão de fé reformada.
Sua história começa com a declaração de fé enviadas pelas Igrejas Reformadas da França para João Calvino em 1557 durante um período de perseguição. A partir daí, e provavelmente com a ajuda de Theodore Beza e Pierre Viret, Calvino e seu aluno de Saint-Pierre-de-Chandieu escreveu uma confissão para eles sob a forma de trinta e cinco artigos. Quando a perseguição cessou, vinte delegados representando setenta e duas igrejas se reuniam secretamente em Paris de 23 a 27 maio 1559. Com François de Morel como moderador, os irmãos produziram uma Constituição Eclesiástica de Disciplina e uma confissão de fé: Calvino fez trinta e cinco artigos que foram todos utilizados na confissão, além das duas primeiras que foram expandidos em seis. Assim, a Confissão gaulesa tinha quarenta e um artigos.
Em 1560, a confissão foi apresentado Francis II, com um prefácio solicitando que a perseguição deve cessar. A confissão foi confirmada na sétima sínodo nacional das igrejas francesas em La Rochelle, em 1571, e reconhecido por sínodos alemão em Wesel em 1568 e Emden, em 1571.
Estudiosos sugeriram que as revisões dos delegados na primeira parte apresenta a teologia natural em declarações Reformada credo porque o artigo II fala de Deus, revelando-se em primeiro lugar na criação e em segundo lugar através da Bíblia.